# Cortaderia araucana
Cortaderia araucana Stapf, 1897 è una pianta erbacea perenne appartenente alla famiglia delle Poaceae. L'epiteto specifico araucana deriva dalla regione dell'Araucanía nel Cile centrale.

## Descrizione
Cortaderia araucana è una pianta cespitosa caratterizzata da foglie strette e taglienti ai margini, lunghe 30–80 cm. Può raggiungere altezze di 1–1,5 metri. Produce infiorescenze piumose, di colore bianco-argenteo, simili a quelle delle altre specie del genere, lunghe 20–25 cm.

## Distribuzione e habitat
Questa specie è originaria della regione andina della Patagonia, in particolare delle province meridionali del Cile e dell'Argentina. Cresce in zone umide, nei pressi dei corsi d'acqua, ma non disdegna ambienti secchi, prediligendo terreni sabbiosi.